# Judeo-maçonnerie

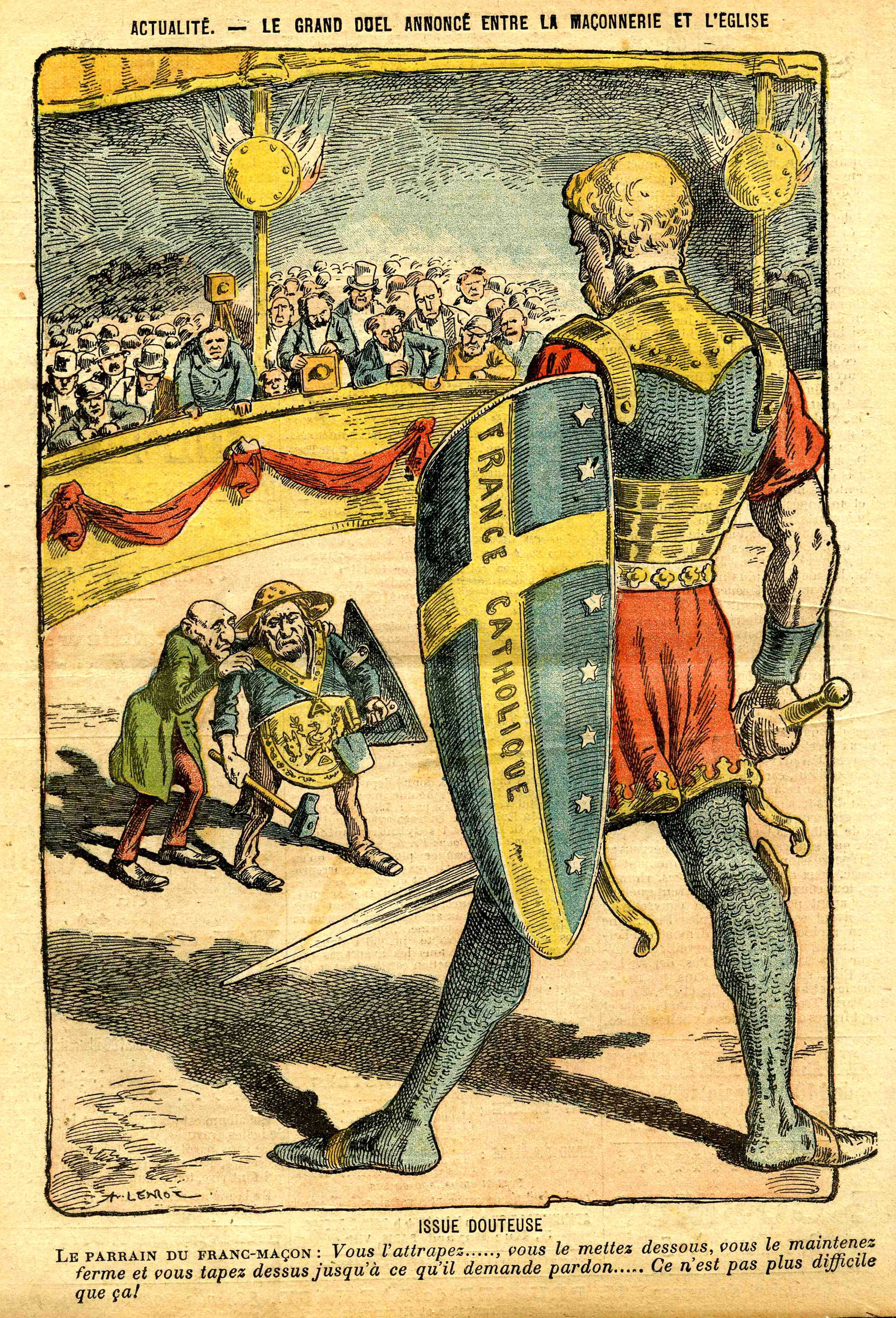
Antivrijmetselarij en antisemitisme in Le Pèlerin, 1902

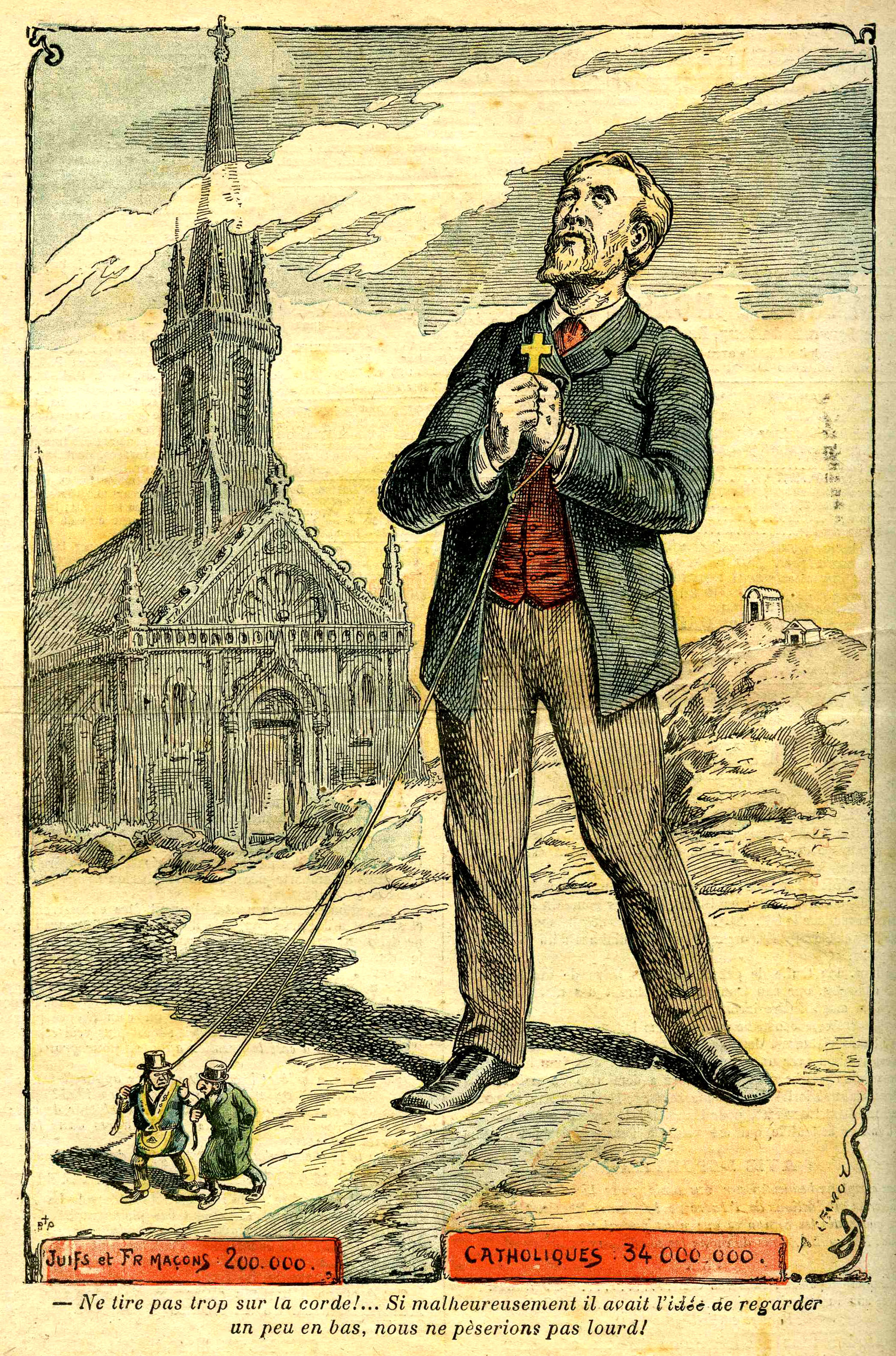
Antivrijmetselarij en antisemitisme in Le Pèlerin, 1902

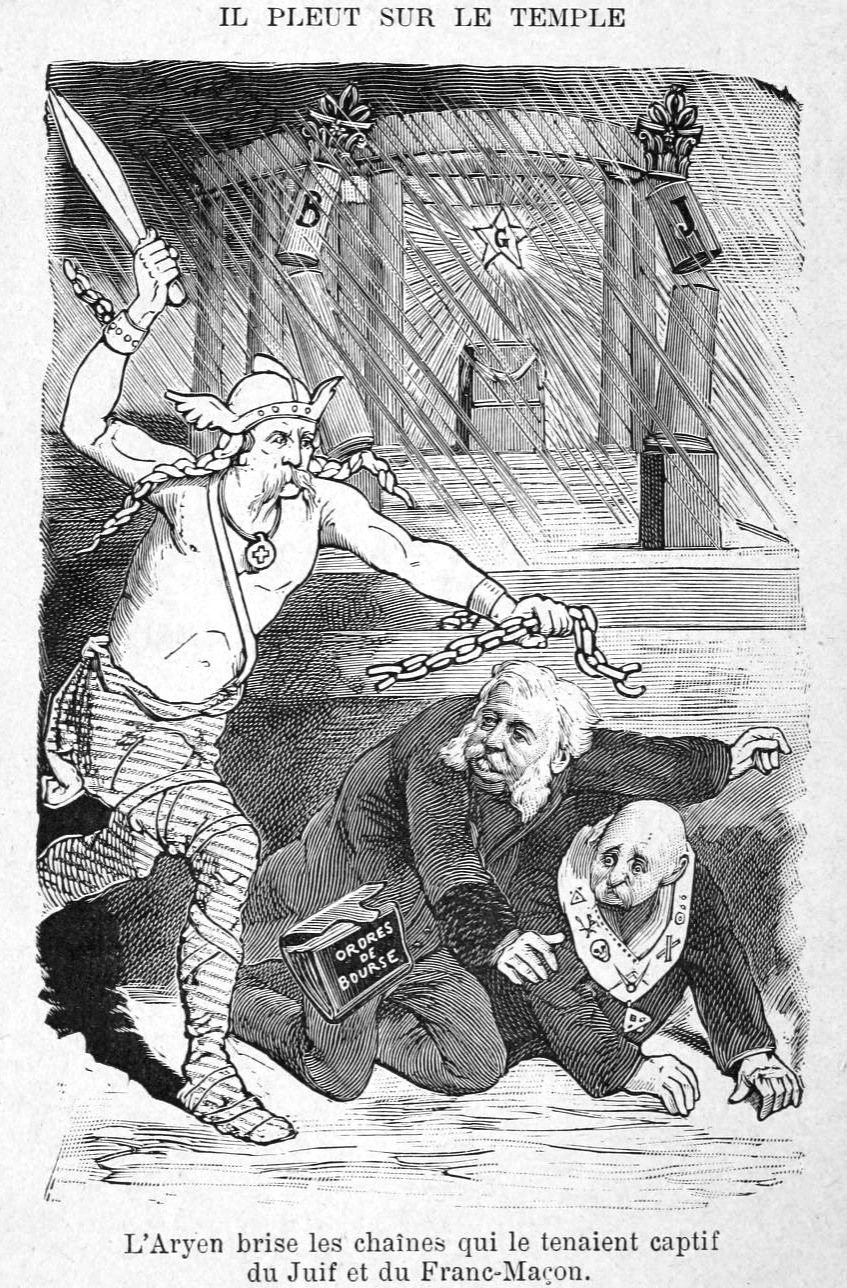
Antivrijmetselarij en antisemitisme, Frankrijk, 1897

Judeo-maçonnerie is een complottheorie die stelt dat Joden en vrijmetselaars betrokken zijn in een wereldomspannende samenzwering om de bestaande maatschappij financieel, sociaal, politiek en religieus te kraken. De term is de verbintenis tussen antisemitisme en antimaçonnisme. De term dook vanaf de tweede helft van de 19e eeuw op in Frankrijk en Duitsland.

## Voorgeschiedenis
Antisemitisme en antimaçonnisme ontwikkelden zich in de loop van de 18e eeuw onafhankelijk van elkaar. Terwijl het antisemitisme eerder een politieke, ideologische of racistische invulling kreeg - terwijl dat tot dan toe vooral religieus was - werd via het antimaçonnisme de vrijmetselarij ervan beschuldigd een aandeel te hebben in de Franse Revolutie. In 1797-'98 verscheen het erg succesvolle Mémoires à servir pour l'histoire du jacobinisme van de jezuïet Barruel, waarin deze verklaarde dat een eeuwenoud complot de Franse instellingen ten val had gebracht; de vrijmetselarij had een belangrijk aandeel in deze samenzwering.

### Duitsland
In Duitsland begon het antimaçonnisme overeenkomsten met het antisemitisme te vertonen. Een van de eersten die de vrijmetselarij met het jodendom in een uitvoerige studie linkte was de jurist en journalist Eduard Emil Eckert uit Dresden. In het in 1852 verschenen Der Freimaurerorden in seiner wahren Bedeutung interpreteerde hij de vrijmetselarij als een anti-Kerk. Ze zou bovendien tegen de Staat gericht zijn, omdat zij zelf stateloos is. Voor Eckert was het daarmee logisch dat zij deze motivaties deelt met het jodendom. Het einddoel van beide is de vernietiging van het christendom en de ontkerstening van de bevolking. Eckert meende dat de loges met dit doel voor ogen door de joden gesticht zouden kunnen zijn.
Een verdere identificatie van vrijmetselarij met jodendom vond in de jaren 1870 plaats in de werken van de jezuïet Georg Michael Pachtler. In boeken zoals Der stille Krieg gegen Thron und Altar oder das Negative in der Freimaurerei en Der Götze Humanität oder das Positive in der Freimaurerei omschreef hij de vrijmetselarij als instrument ter bevordering van de Joodse emancipatiebewegingen.

### Frankrijk
In Frankrijk was mgr. Louis-Gaston de Ségur vanaf de jaren 1860 de voornaamste antimaçonnieke theoreticus, auteur van de bestseller Les francs-maçons. Ce qu’ils sont – Ce qu’ils font – Ce qu’ils veulent uit 1867. De Ségur introduceerde het begrip van de achterloges; slechts de elite binnen de vrijmetselarij zelf was op de hoogte van de ware bedoelingen van het genootschap. In de eigenlijke loges werd een schijnactiviteit bedreven; in de spreekwoordelijke achterloges werden daarentegen de complotten gesmeed. Dat was het grote, demonische geheim van de maçonnerie. Het verhulde de eigenlijke atheïstische en zelfs immorele grondslag van de vrijmetselarij. Er bestond bovendien een grote en onbekende leider, die alle loges in zijn greep had en waaraan blinde gehoorzaamheid verschuldigd was. Deze vage omschrijving van de achterloges liet aan anderen veel ruimte vrij om deze term naar eigen mening in te vullen. Een van die volgelingen was Henri Gougenot des Mousseaux, die met werken zoals Le juif, le judaïsme et la judaïsation des peuples chrétiens uit 1869 als eerste de vermeende ondergeschiktheid van de vrijmetselarij aan de Joodse 'wereldsamenzwering' verkondigde.

## Ontstaan van de slagterm
Het naar elkaar toegroeien van antisemitisme en antimaçonnisme was het resultaat van een viertal factoren, zodat er aan het einde van de jaren 1890 de judeo-maçonnerie een gevestigde slagterm werd. 
1. De Dreyfus-affaire.
Aan het einde van de jaren 1890 werd de Franse kapitein en Jood Alfred Dreyfus er ten onrechte van beschuldigd militaire geheimen aan Duitsland te hebben doorgespeeld. Frankrijk deelde zich op in voor- en tegenstanders van Dreyfus, waarbij de tegenpartij in Édouard Drumont een symbolische leider vond. Drumont was ervan overtuigd dat Joden zoals Dreyfus door vrijmetselaars werden beschermd. Onder zijn impuls werd judeo-maçonnerie een scheldwoord.
2. Het zionisme.
Het zionisme werd door veel antisemieten niet gezien als een beweging die ijverde voor de stichting van een eigen Joodse staat in Palestina, maar als een verdere stap in de ontwikkeling van de Wereldrepubliek. Het zionisme zou immers juist die Joden verzamelen, die het meest gemotiveerd waren om de bestaande sociale, politieke, economische en religieuze orde te vernietigen. Het zionisme maakte ook het oude, religieuze anti-judaïsme weer wakker.
3. De Taxil-affaire.
Léo Taxil kende in die periode enorm veel succes als auteur van een reeks boeken met zogenaamde onthullingen over duivelsverschijningen in loges. Later bekende Taxil dit allemaal verzonnen te hebben.
4. De Protocollen van de wijzen van Sion
De Protocollen van de Wijzen van Zion stelde eigenlijk een verzameling voor van vierentwintig programmapunten; de uitvoering ervan zou naar de Joodse Wereldrepubliek leiden. Tijdens het Eerste Zionistisch Congres te Bazel in 1897 zou Theodor Herzl de vierentwintig stellingen bekend hebben gemaakt tijdens evenveel geheime zittingen. In het vierde protocol werd de vrijmetselarij "het masker waarachter de joodse doelen zich verborgen houden" genoemd. Bij het volbrengen van alle protocollen zou een geheime Joodse wereldregering openlijk alle landen kunnen besturen.

Later bleek dit document een totale vervalsing te zijn, met als doel het antisemitisme in Rusland aan te wakkeren om de aandacht van enkele maatschappelijke problemen af te leiden. Desondanks kende de Duitse vertaling uit 1919 enorm succes.

## Twintigste en eenentwintigste eeuw

### Duitsland

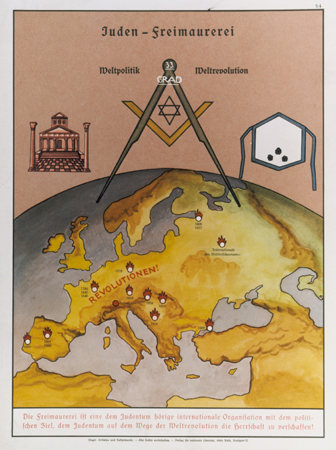
Antivrijmetselarij en antisemitisme, Duitsland, 1935

Het einde van de Eerste Wereldoorlog stimuleerde in Duitsland en Oostenrijk een hele reeks complottheorieën ter verklaring van de nederlaag. Het opkomend nationaalsocialisme synthetiseerde allerhande 19e-eeuwse samenzweringstheorieën en bundelde ze rond het "Internationaal Jodendom" als centraal gegeven. Voor het nationaalsocialisme bestond er geen twijfel dat de vrijmetselarij aan dit "Internationaal Jodendom" gekoppeld was. Hiervoor haalde zij inspiratie bij een aantal antimaçonnieke publicaties die in de jaren na afloop van de Eerste Wereldoorlog hoge verkoopcijfers haalden. De bekendste en dus invloedrijkste publicaties waren:
- De Duitse vertaling van de Protocollen van de Wijzen van Zion (1919);
- Weltfreimaurerei - Weltrepublik - Weltrevolution. Eine Untersuchung über Ursprung und Endziele des Weltkrieges van Friedrich Wichtl (1919);
- De oorlogsmemoires van generaal Erich Ludendorff waar de Duitse nederlaag aan het judeo-maçonniek complot werd toegeschreven. Ludendorff werkte dit in later verder uit in Vernichtung der Freimaurerei durch Enthüllung ihrer Geheimnisse.

Het nationaalsocialistische antimaçonnisme werd door partijideoloog Alfred Rosenberg in 1931 concreet weergegeven in diens boek Freimaurerische Weltpolitik im Lichte der kritischen Forschung. Het nationaalsocialisme breidde de tot dan toe bekende judeo-maçonnieke samenzweringstheorieën uit naar het domein van het antibolsjewisme. Zodoende werd ook het communisme in het grote complot van Joden en vrijmetselaars tegen Duitsland betrokken.
De belangrijkste promotor van de judeo-maçonnerie als theorie om alle onheil te verklaren was echter geen Duitser, maar de Franse bisschop Ernest Jouin. Deze publiceerde vanaf 1912 de Revue internationale des Sociétés secrètes (het tijdschrift werd opgeheven in 1939) en pleitte in hoofdzaak voor een reactionaire katholieke actie tegen Joden en vrijmetselaars. Dit was het grote verschil met de nationaalsocialistische visie op de judeo-maçonnerie, die totaal geen uitstaans meer had met de 19e-eeuwse katholieke origine van de term. Jouins anti-judeo-maçonnieke stellingen inspireerden auteurs zoals Robert Valléry-Radot, Jean Marqués-Rivière, Bernard Faÿ en Léon de Poncins.
Tijdens de Tweede Wereldoorlog verbood het nationaalsocialisme alle maçonnieke activiteiten in de door Duitsland bezette gebieden. Door de organisatie van antimaçonnieke propaganda in de vorm van publicaties, antimaçonnieke tentoonstellingen en film (Forces occultes) trachtte bezetter en collaboratie de publieke opinie te beïnvloeden door de oorzaak van de oorlog naar het judeo-maçonniek complot af te schuiven. Deze propaganda had, vooral in bezet België, maar zeer beperkt succes.

### Spanje
Na de Tweede Wereldoorlog was het vooral het Spanje van Francisco Franco (1936/1939-1975) waar het bestaan van de judeo-maçonnieke samenzwering gepropageerd werd. Franco was geobsedeerd door de samenzwering. Joden en vrijmetselaars waren volgens Franco uit op de ondergang van Spanje en het rooms-katholicisme. Hij hield hen onder andere verantwoordelijk voor het verlies van het Spaans-koloniale rijk in de Spaans-Amerikaanse onafhankelijkheidsoorlog en de Spaans-Amerikaanse Oorlog. Ook de reformatie en de Nederlandse Opstand zouden zijn georkestreerd door uit Spanje gevluchte Joden. Verder beweerde Franco dat de antiklerikale politiek van de Tweede Spaanse Republiek gepland was in vrijmetselaarsloges. In 1940 liet Franco de vrijmetselarij verbieden. Naarmate Spanje tegen het eind van Franco's bewind meer internationale toenadering zocht, matigde Franco zijn aanvallen op Joden en vrijmetselaars, maar tot zijn dood zou hij hen regelmatig de schuld blijven geven van 's lands problemen.

### Rusland
Vandaag de dag zijn het vooral extreemrechtse groeperingen in Rusland die het judeo-maçonniek complot als oorzaak van alle problemen aanwijzen. Vooral Vladimir Zjirinovski van de Liberaal-Democratische Partij van Rusland was bekend wegens zijn verwijzingen naar het complot.